# Bayan-Har-Gebirge
Der Bayan Har Shan oder Bayankara Ula (mongolisch Баянхар уул Bayanhar Uul ᠪᠠᠶᠠᠨᠬᠠᠷ᠎ᠠ
ᠠᠭᠤᠯᠠ; tibetisch བ་ཡན་ཧ་རི Wylie ba yan ha ri; chin. 巴颜喀拉山脉; Pinyin: Bāyánkālā shānmài), auch Bayan Har Mountains bzw. Bayankala Shan, ist ein Gebirgszug im Hochland von Tibet weit südlich des Kunlun Shan und der beiden Seen Ngoring Tsho und Kyaring Tsho (südlich des Kokonor/Qinghai-Sees gelegen). Somit gehört es zum innerkontinentalen Gebirgssystem Hochasiens.
Innerhalb der Provinz Qinghai erstreckt er sich auf zunächst 250 km Länge von Nordwesten nach Südosten bis in den Nordwesten der chinesischen Provinz Sichuan hinein: In Qinghai befindet sich das Gebirge in den nomadisch geprägten Kreisen Madoi (Tibetischer Autonomer Bezirk (TAB) Golog), Qumarlêb und Chidu (Autonomer Bezirk Yushu der Tibeter), in Sichuan hat der Kreis Sêrxü (im Autonomen Bezirk Garzê der Tibeter) Anteil daran. Von dort erstreckt er sich auf weiteren 350 km ostwärts erneut nach Qinghai (in die Kreise Madoi, Darlêg, Baima und Jigzhi im Autonomen Bezirk Golog der Tibeter) und zurück nach Sichuan (Kreis Ngawa im gleichnamigen Autonomen Bezirk der Tibeter und Qiang).
Die im Vergleich zu den ihn umgebenden, durchschnittlich etwa 4500 m sich erstreckenden alpinen Hochlandsteppen des Yarmothang wirken die auf maximal 5266 m aufragenden, meist sanft gewellten Berge eher wie eine größere Hügelkette als ein großer Gebirgszug. Da der Bayankara Shan die Einzugsgebiete des Gelben Flusses und des Jangtsekiang voneinander trennt, kommt ihm eine große Bedeutung zu. Der Gelbe Fluss entspringt in den sumpfigen Gebieten am Nordwestfuß des Bayankara-Gebirges, in der Nähe des 5214 m hohen Gipfels Yagra Dagze. Obschon es in der klimatisch eher als menschenfeindlich zu bezeichnenden Region Spuren von Gletschertätigkeit gibt, ist die gesamte Bergkette heutzutage unvergletschert. Zum Schutz der Ökologie gehört das Gebirge zur länderübergreifenden Entwicklungsregion Hindukusch-Himalaya-Region.